# Otto Scholderer
Otto Scholderer (25 janvier 1834 - 22 janvier 1902) est un peintre allemand d'origine prussienne. Au cours de sa carrière, il se consacra d'abord aux paysages, puis aux portraits et natures mortes.
Il vécut longtemps à Paris et est représenté sur la toile de Henri Fantin-Latour, Un atelier aux Batignolles (1870), aux côtés d'Édouard Manet, Auguste Renoir, Zacharie Astruc, Émile Zola, Edmond Maître, Frédéric Bazille, Claude Monet.

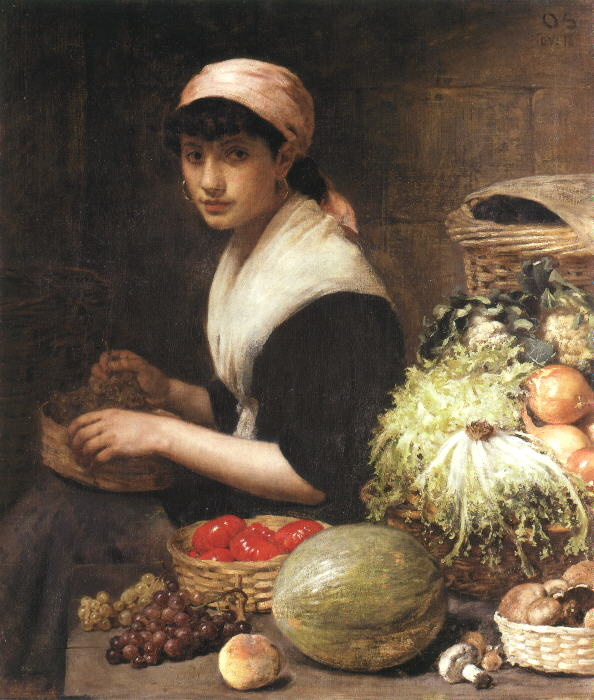
La Vendeuse de légumes, 1880 - Localisation inconnue
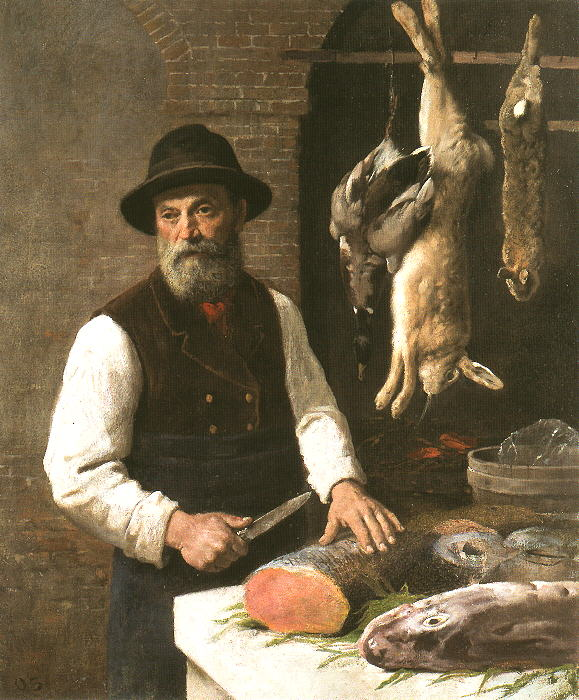
Préparateur de Gibier, vers 1890 - Localisation inconnue